# Cubã

Cubã (em russo: Кубань; romaniz.: Kuban) é uma região da Rússia em torno do rio Cubã, no Mar Negro, entre o delta do Volga e o Cáucaso. Engloba o krai de Krasnodar, a Adiguésia, a Carachai-Circássia e parte do krai de Stavropol. A região foi severamente atingida pela fome de 1932-1933, que matou mais de 2 milhões de pessoas em toda região de Cubã.